# Hausmannsturm am Weimarer Stadtschloss

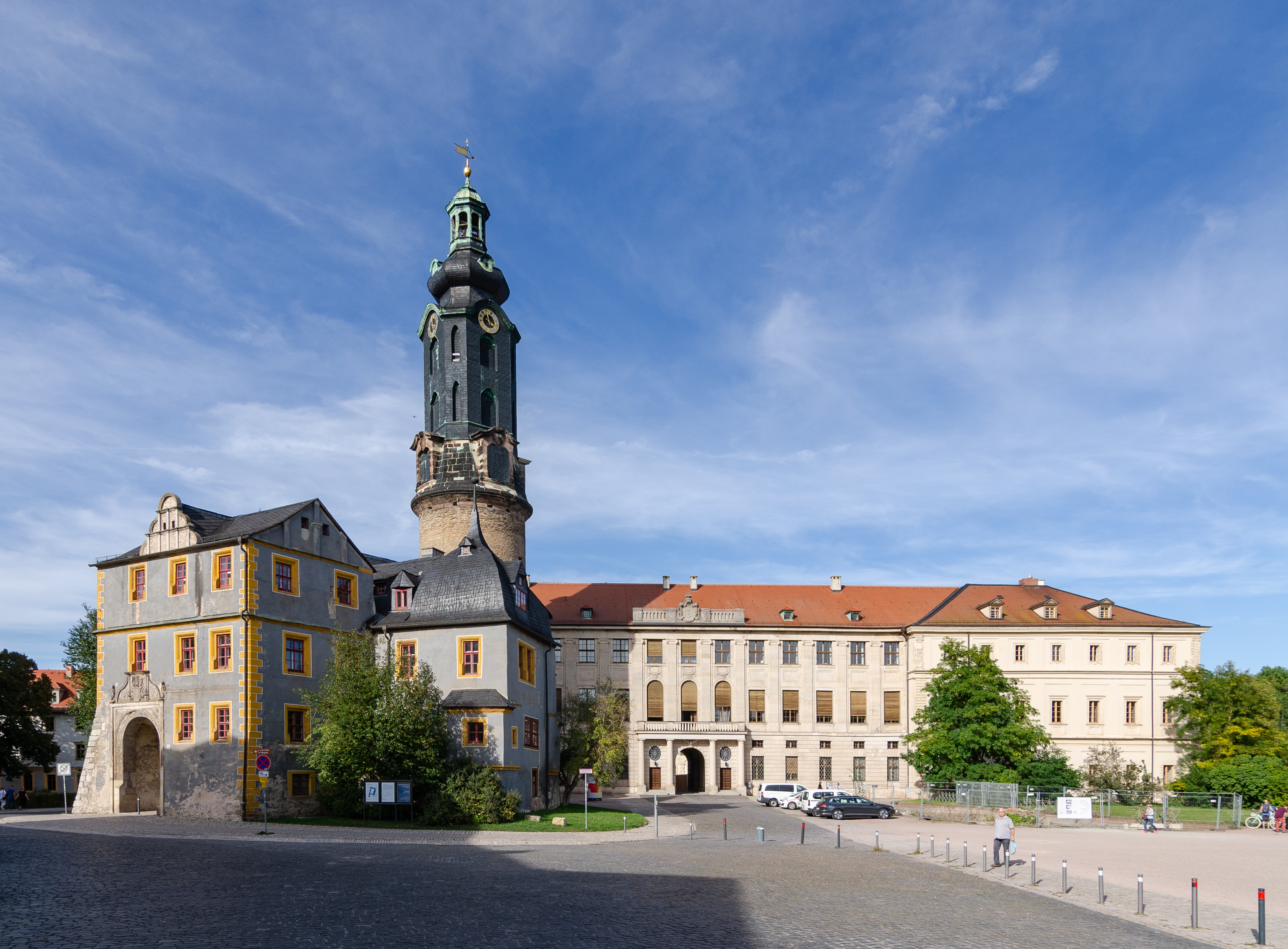
Residenzschloss Weimar mit Hausmannsturm

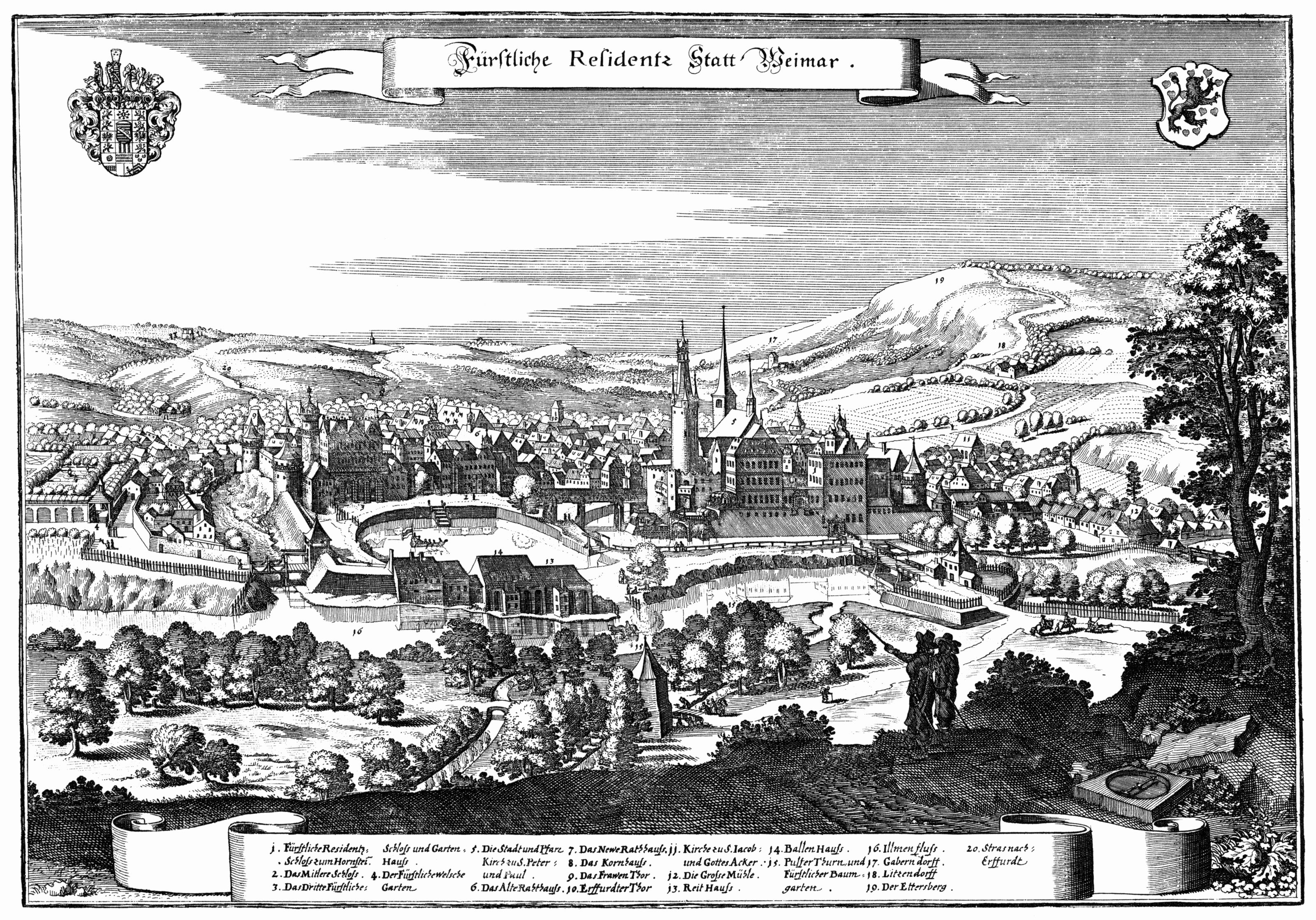
Stadtansicht von Weimar Merian 1642

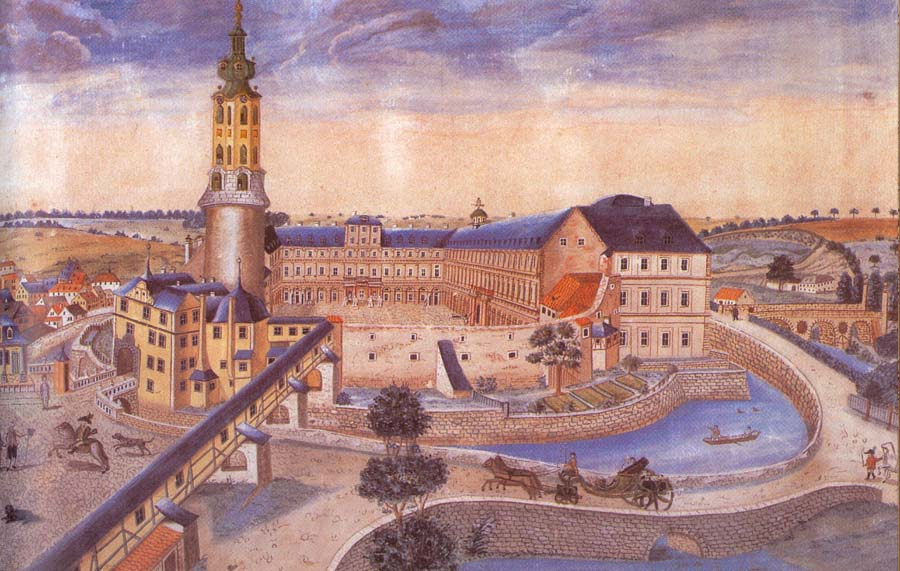
Wilhelmsburg 1730

Der Hausmannsturm am Weimarer Stadtschloss oder Bergfried ist ein stadtbildprägendes Bauwerk von Weimar aus dem Mittelalter. Er dient zudem als Aussichtspunkt über die Altstadt und darüber hinaus.

## Geschichte

### Geschichte des Turmes
Er ist der markanteste Teil der sog. Bastille, zu der noch das Torhaus, das um 1750 entstandene Hofdamenhaus und laut Paul Lehfeldt ein Gerichtsgebäude des Stadtschlosses an der Südseite gehören. Der steinerne Unterbau hat die Höhe von 20 Metern (Lehfeldt, Voss 1893). Der Sockel stammt noch von der Burganlage aus dem 12./13. Jahrhundert. Im Wesentlichen ist der Rundturm aus dem Jahr 1439, als die Burg Hornstein wieder neu errichtet wurde. Die vorher aus Holz gebaute Burg war nämlich 1424 abgebrannt. Darüber hinaus war der größte Teil Raub der Flammen. Wilhelm der Tapfere, der erste Wettiner, der hier längere Zeit Hof hielt, bezog 1439 den Neubau. Auch den Brand der „Burg Hornstein“ von 1618 hatte der Turm überstanden. Der Hausmannsturm hatte zunächst ein gotisches Spitzdach, welches im Jahre 1728 durch eine barocke Schweifkuppel und Laterne nach einem Entwurf von Gottfried Heinrich Krohne ersetzt wurde. Das ist auch in alten Stadtansichten überliefert. Eine davon ist die der Wilhelmsburg von 1730, deren Maler jedoch unbekannt ist. Der Turm wurde aus Bruch- und Lesesteinen aus Muschelkalk bzw. Travertin. Die barocken Teile des Turmes bestehen aus Berkaer und Tonndorfer Sandstein. Die Turmhaube mit den vier Turmuhren und dem Taubenschlag schützt Lehestener Dachschiefer. Auf der Turmhaube befinden sich Wetterfahne mit Turmknauf.
Der Turm ist heute ein Wahrzeichen der Stadt.

### Geläut
Der Glockengießer Nicolaus Jonas Sorber schuf 1712 das fünfstimmige E0-Geläut des Schlossturms, das im Original erhalten ist und zu den bedeutendsten Großgeläuten des 18. Jahrhunderts zählt. Nur die kleinste Glocke wurde 1725 durch Glockengießer Nicolaus Jonas Sorber umgegossen.
Auch die beiden Uhrglocken sind nicht unbedeutend. Der Stundenschlag ist einer 1544 von Heinrich C[Z]ieg[e]ler (Erfurt) gegossenen Glocke und der Viertelstundenschlag einer 1525 gegossenen unbezeichneten Bronzeglocke, die über dem Stundenschlag hängt, zugewiesen.